# Delegació del Govern d'Espanya a Aragó
La Delegació del Govern a Aragó és l'organisme de l'Administració Pública d'Espanya, dependent de la Secretaria d'Estat de Política Territorial, pertanyent al Ministeri de Política Territorial i Funció Pública, encarregat d'exercir la representació del Govern d'Espanya en la comunitat autònoma d'Aragó.

## Seu
La seu de la Delegació es troba a la plaça de Nuestra Señora del Pilar, n. 1 de Saragossa.

## Delegats
| Dates del mandat | Dates del mandat | Delegat                          | Partit | Partit |
| ---------------- | ---------------- | -------------------------------- | ------ | ------ |
| 24.07.1984       | 16.09.1988       | Ángel Luis Serrano García        |        | PSOE   |
| 16.09.1988       | 29.12.1993       | Carlos Pérez Anadón              |        | PSOE   |
| 29.12.1993       | 14.07.1995       | Rafael García de la Riva Sanchiz |        | PSOE   |
| 14.07.1995       | 17.05.1996       | María del Pilar Vega Cebrián     |        | PSOE   |
| 17.05.1996       | 12.05.2000       | Luis Antonio Rosel Onde          |        | PP     |
| 12.05.2000       | 23.04.2004       | Eduardo Ameijide Montenegro      |        | PP     |
| 23.04.2004       | 05.01.2012       | Javier Fernández López           |        | PSOE   |
| 05.01.2012       | 19.06.2018       | Gustavo Alcalde Sánchez          |        | PP     |
| 19.06.2018       | En el càrrec     | María Carmen Sánchez Pérez       |        | PSOE   |

## Funcions
L'organisme està dirigit per un delegat, nomenat pel Govern, les funcions del qual, segons l'article 154 de la Constitució espanyola, són les de dirigir l'Administració de l'Estat al territori de la Comunitat Autònoma i la coordinarà, quan escaigui, amb l'administració pròpia de la Comunitat.

## Subdelegacions
El delegat del Govern a Aragó està assistit per tres subdelegats del Govern. Hi ha una subdelegació a cada província de la comunitat autònoma:
- subdelegació del govern a la província de Saragossa (Plaça Nuestra Señora del Pilar, S/N, 50003-Saragossa) ;
- subdelegació del govern a la província d'Osca (Plaça Cervantes, 1, 22003-Osca) ;
- subdelegació del govern a la província de Terol (Plaça De San Juan, 4, 44001-Terol).